# Francisco Maldonado
Francisco José Maldonado Collante, kurz Maldonado (* 2. Juni 1981 in San Fernando, Cádiz) ist ein ehemaliger spanischer Fußballspieler.

## Spielerkarriere

### Die Anfänge
Francisco Maldonado stammt aus der Jugend des spanischen Trationsclubs Betis Sevilla. Von 2002 bis 2003 spielte er im B-Team, 2003/04 debütierte er in der Erstliga-Mannschaft. Nach einer guten Saison im B-Team wurde er 2004/05 an den Drittligisten AD Ceuta ausgeliehen. Dort erzielte er sieben Tore in 36 Spielen und war somit Stammspieler. Im folgenden Jahr wurde er erneut verliehen – an den Zweitliga-Aufsteiger Lorca Deportiva. Mit Lorca hätte er sogar fast den Durchmarsch in die erste Liga geschafft. Auch für ihn persönlich lief die Saison gut, da er 13 Tore in 26 Spielen erzielte.

### Rückkehr zu Betis Sevilla
Nach zwei Jahren bei anderen Vereinen kam Maldonado 2006 zurück zu Betis Sevilla. Dort lieferte er sich mit dem neu verpflichteten deutschen Nationalspieler David Odonkor um einen Stammplatz. Am Ende kam er immerhin auf 15 Einsätze. Als Betis im Sommer 2007 weiter aufrüstete und unter dem neuverpflichteten Trainer Héctor Cúper den Kader stark veränderte wurde Maldonado an den Erstliga-Absteiger Gimnàstic de Tarragona in die Segunda División ausgeliehen. Nach Ende der Saison wechselte er zu Erstligaaufsteiger Sporting Gijón.